# Robert Schroeder
Robert Schroeder (* 20. Mai 1955 in Aachen) ist ein deutscher Musiker und Komponist der Elektronischen Musik. Schroeder ist ein Vertreter der Berliner Schule.

## Leben

### Frühe Jahre
Schroeder machte erste musikalische Erfahrungen an der Gitarre. Nach anfänglichen Versuchen verschiedener Methoden der elektronischen Geräuscherzeugung wechselte er zum Synthesizer. Nachdem Schroeder in einigen Bands gespielt hatte, wählte er den Weg des Solo-Musikers. Er begann, zur Sound-Entwicklung Geräte elektronisch zu verändern, und machte durch einen Versandhandel für elektronische Bauteile sein Hobby zum Beruf. Nebenbei entwickelte und fertigte er Geräte zur Musikerzeugung sowie Tonstudio-Equipment und eigene Synthesizer.
Als 1978 Schroeders zweiter Sohn geboren wurde, nannte er ihn nach seinem musikalischen Vorbild Klaus Schulze ebenfalls Klaus. Es gelang ihm zudem, diesen als Taufpaten für seinen Sohn zu gewinnen. Während der Tauffeier wurde Schulze auf Schroeders selbstkomponierte Hintergrundmusik aufmerksam, worauf er noch im selben Jahr einen Plattenvertrag bei der Plattenfirma von Schulze erhielt.
Schroeder beendete seine berufliche Laufbahn als Elektrotechniker mit der Veröffentlichung eines allgemein verständlichen Fachbuches über den Selbstbau eines sogenannten Step-Sequencers. 

### Professionelle Musik
Ab 1979 widmete er sich primär der Musik, arbeitete aber auch für andere Künstler, allen voran Klaus Schulze, für den er diverse Geräte entwickelte und baute.
Sein erstes Album Harmonic Ascendant veröffentlichte er 1979 unter Mithilfe von Udo Mattusch an der Gitarre und Wolfgang Tiepold am Cello. Die Musik musste komplett überarbeitet werden, da sie den Entscheidungsträgern der Vertriebsfirma WEA zunächst nicht zusagte. Das Album zeichnet sich durch die Kombination von elektronischen und akustischen Elementen aus. Das zweite Album mit dem Titel Floating Music erschien 1980 und wurde von der Presse zu den besten Produktionen auf dem Sektor der Elektronischen Musik des Jahres gezählt. Mit dem dritten Album Mosaique aus dem Jahre 1981 wurde die Musik Schroeders rhythmischer. Unterstützt von Charly Büchel (Gitarre), Rob van Schaik (Bass) und Fred Severloh (Schlagzeug) ließ er nun auch vermehrt experimentelle Klänge einfließen.
Für die ars electronica in Linz wandelte Schroeder 1982 die Radiosignale der Galaxie Cygnus-A im Sternbild Schwan vom damals größten beweglichen Radioteleskop der Welt eingefangen und durch Verstärkung in den hörbaren Frequenzbereich um. Das so erzeugte „weiße Rauschen“ bildete die Grundlage für Schroeders „Musik-Computer-Sinfonie“, die später als Album Galaxie Cygnus-A herauskam. Bei dem im Fernsehen übertragenen Event wurden Musik und Bilder auf einer Großbildleinwand miteinander synchronisiert.
1983 erschien Schroeders fünftes Album Paradise. Bei dieser Produktion wirkten Guenther Beckers (Akustikgitarre und Gitarrensynthesizer) und Ecky Zillman (Schlagzeug) mit. Der Titel Skywalker wurde zu seinem ersten kleinen Single-Erfolg. 1984 erschien das nächste Album Computer Voice bei Schroeders neuer Plattenfirma da-music GmbH. Das Album enthielt eine Auswahl von Schroeders bisher besten Stücken sowie einige neue Titel. Beim Titelstück wurde er von dem Bassisten Micki Meuser unterstützt.
Zu dem Film Des Lebens Überfluss komponierte er 1985 den Soundtrack unter Verwendung der sogenannten Kunstkopf-Technik. Die Filmmusik erschien im gleichen Jahr unter dem Namen Brain Voyager. Im Jahr 1986 hatte er die Idee zu einem Projekt namens Double Fantasy. Von der Gestaltung des Covers, dem Schreiben der Texte bis hin zur Aufnahme und Abmischung der Musik zeichnete er verantwortlich für das gesamte Konzept. Musikalisch unterstützt wurde er dabei wiederum von Charly Büchel. Das resultierende Album Universal Ave. wurde über das IC-Digit-Label veröffentlicht.
Die Musik entstand während langer, improvisierter Studio-Sessions. Vor allem in den USA fand das Album Zuspruch und schaffte es in die L.A. Radio Charts. Die Musik traf exakt den in Amerika damals populären Stil des „easy listening“. Das Projekt wurde durch Differenzen zwischen Schroeder und IC-Digit beendet. Nach langem Rechtsstreit blieben die Namensrechte für Double Fantasy beim Plattenlabel, sodass später weitere Alben unter dem Namen herauskamen, die jedoch keinerlei Bezug zu Robert Schroeder haben.
Zu Beginn des Jahres 1987 veröffentlichte Schroeder das erfolgreiche Solo-Album Timewaves, der Nachfolger Driftin war 1988 ähnlich erfolgreich. Die als „elektronische Balladen“ untertitelten Stücke trafen den Geschmack der Zeit, sodass man Schroeder in den Hörerumfragen diverser Radio-Sendungen wie Schwingungen im WDR erneut weit vorne fand.
Zwei Jahre später brachte IC-Digit ein Album heraus, welches auf einer Produktion aus dem Jahre 1982 basierte und ursprünglich als Begleit-Musikkassette mehrerer Musiker zu einem Science-Fiction-Roman veröffentlicht werden sollte. Schroeder hatte die Produktion jedoch aufgrund verschiedener Differenzen nicht freigegeben. So kam Pegasus 1990 als reines Robert-Schroeder-Album auf den Markt.

### 1990er Jahre
1991 trennte sich Schroeder von da-music und gründete sein eigenes Label NEWS-music. Das erste Album unter eigener Regie war Hamaja im September desselben Jahres. Interessant ist, dass die Anfangsbuchstaben der sechs Stücke wiederum das Wort Hamaja bilden. Und liest man die Titel hintereinander, entsteht der Satz: „Hamaja – Animation-Music for your senses – anytime you listen, join your forces and you will find a place of refuge.“ Das 1993er Album MindWalk resultierte aus Schroeders Liveprogramm aus dem Jahre 1990, das er neu einspielte und um einige Kompositionen erweiterte. Wie seinerzeit beim Livekonzert ist neben Schroeder einmal mehr Charly Büchel an der Gitarre zu hören.
Am 8. Oktober 1994 spielte Robert Schroeder zusammen mit dem Gitarristen Christian Guth sowie dem Schlagzeuger Horst Schippers auf dem KLEM-Festival in Nimwegen, Holland. Eine überarbeitete Version dieses Konzertes erschien als Album unter dem Titel Everdreams. Nach einer längeren Schaffenspause erschien 1998 bei CUE-records das Album D.MO Vol. 1, eine Zusammenstellung älteren Materials anlässlich des 20-jährigen Musiker-Jubiläums von Robert Schroeder. Die teilweise experimentell erzeugten Aufnahmen wurden weder nachbearbeitet noch remastert, was den nostalgischen Reiz dieser Kompilation ausmacht.

### 2000er Jahre
Nach einer mehrjährigen Pause erschien 2005 ein neues Soloalbum unter dem Titel brainCHIPS beim Essener Elektroniklabel Spheric Music. Die CD wurde in zwei Versionen veröffentlicht. Neben der rein instrumentalen Fassung gab es noch eine Vokalversion, auf der einige Titel von Rahal Brimil gesungen wurden.
Mitte 2006 erschien der quasi-offizielle Nachfolger des ersten Double Fantasy-Albums von 1986. Auf die Verwendung des Bandnamens Double Fantasy wurde allerdings mit Rücksicht auf die Rechtslage verzichtet. Die Formation trug stattdessen den Namen Food For Fantasy. Eingespielt von Robert Schroeder, der neben Synthesizern unter dem hier erstmals verwendeten Pseudonym Phil Molto auch Gitarre spielte. Im Jahre 2007 veröffentlichte er sein sechzehntes Soloalbum SphereWare, 2008 folgte unter dem Titel D.MO Vol.2 eine weitere CD mit nichtveröffentlichten Aufnahmen aus der Zeit von 1980 bis 1983. Darunter befinden sich auch Titel des damals geplanten Projektes NOMAD. Die Musik wurde teils mit selbstgebauten und teils mit industriegefertigten Geräten eingespielt. Der für damalige Verhältnisse sehr dynamische und klare Produktionssound wurde durch ein selbstgebautes 24-Kanal-Mischpult erreicht.

## Diskografie
- 1979: Harmonic Ascendant
- 1980: Floating Music
- 1981: Mosaique
- 1982: Galaxie Cygnus-A
- 1983: Paradise
- 1983: Skywalker / Space Detective 12"
- 1983: Skywalker / Space Detective 7"
- 1984: Galactic Floor / Black Out 12"
- 1984: Computer Voice
- 1985: Brain Voyager
- 1986: Universal Ave (als Double Fantasy)
- 1987: TimeWaves
- 1989: Driftin'
- 1990: Pegasus (1982)
- 1991: Hamaja
- 1993: MindWalk
- 1994: Everdreams
- 1998: D.MO Vol.1
- 2005: brainCHIPS (vocal)
- 2005: brainCHIPS (instrumental)
- 2006: The Secret of Dreamin' (als Food For Fantasy)
- 2007: SphereWare
- 2008: D.MO Vol.2
- 2008: Fruits Of Fantasy (als Food For Fantasy)
- 2009: Taste It
- 2009: 30 Years After
- 2010: New Frequencies Vol.1
- 2010: Cream
- 2010: Fresh Food (als Food For Fantasy)
- 2010: Cygnus-A
- 2011: ClubChill Vol.1
- 2011: Bochum Live 2011
- 2011: Esthetique
- 2012: D.MO Vol.3
- 2012: New Frequencies Vol.2
- 2012: Ferro Oxid
- 2013: Cool Vibes (als Food For Fantasy)
- 2013: Slow Motion
- 2016: Ambient Occlusion
- 2024: Observer